# Metopobactrus pacificus
Metopobactrus pacificus là một loài nhện trong họ Linyphiidae.
Loài này thuộc chi Metopobactrus. Metopobactrus pacificus được James Henry Emerton miêu tả năm 1923.